# Schottisches Akkordeon
Das Schottische Akkordeon ist heute meist ein dreireihiges, diatonisches Instrument wie die traditionellen Wiener Modelle, jedoch mit chromatischem Stradella-Bass. Daher ist es ein eher größeres Instrument, das mehr an ein kleines chromatisches Knopfakkordeon erinnert und damit leicht verwechselt werden kann. Es wird daher paradoxerweise auch als schottisches chromatisches Akkordeon bezeichnet. 

## Diskant
Die Diskantseite entspricht der eines diatonischen Wiener Modells.